# Odontocera auropilosa
Odontocera auropilosa là một loài bọ cánh cứng trong họ Cerambycidae.